# Broager Skole
Broager Skole er en folkeskole i Broager, Sønderborg Kommune. I 2019 havde skolen 608 elever fra børnehaveklasse til 9. klasse. Skolens leder er Ditte Skyum.
Broager Skole arrangerer en række årlige festligheder og begivenheder for at styrke fællesskabet og fremme elevernes engagement. Ud over den årlige Skolernes Skakdag, hvor eleverne deltager i skakturneringer og aktiviteter designet til at udvikle deres strategiske tænkning og koncentrationsevner, afholder skolen blandt andet kulturelle arrangementer, Skolernes Motionsdag og temauger.
I 2014 blev 6.a fra Broager Skole kåret som Danmarksmester i historisk viden og fik dermed titlen "Danmarksmester i historie" i en finale for 10 skoleklasser på Det Nationalhistoriske Museum på Frederiksborg Slot.